# Bratoszewice
Bratoszewice is een dorp in de Poolse woiwodschap Łódź. De plaats maakt deel uit van de gemeente Stryków en telt 1100 inwoners.

## Verkeer en vervoer
- Station Bratoszewice